# هومر إي. نيويل جونيور
هومر إي. نيويل جونيور (بالإنجليزية: Homer E. Newell, Jr.)‏ هو رياضياتي أمريكي، ولد في 1915 في هوليوك في الولايات المتحدة، وتوفي في 1983.